# Zona Básica de Salud
Zona Básica de Salud (ZBS) es el nombre con el que se conoce en diversas comunidades autónomas de España al territorio, con su población, que es atendido por un Equipo de Atención Primaria, cuyo núcleo básico está formado por profesionales de Medicina Familiar y Comunitaria, Pediatría, Enfermería Familiar y Comunitaria y personal administrativo de soporte. 
Las ZBS pueden ser rurales, urbanas o con características mixtas. Las rurales suelen tener menos población, pero ésta está más dispersa que en las urbanas. Dependiendo del tamaño del ZBS, de los núcleos de población y de la dispersión de la misma, las ZBS pueden disponer de un Centro de Atención Primaria (CAP), o de éste y uno o más consultorios anexos orgánicamente al CAP, pero dispersos en el territorio.